# 圣若翰洗者圣殿 (莱切)
40°21′05″N 18°09′55″E / 40.351323°N 18.165145°E
圣若翰洗者圣殿（Basilica di San Giovanni Battista al Rosario）是一座罗马天主教宗座圣殿，位于意大利普利亚大区莱切的历史中心，若瑟·利伯蒂尼街（Via Giuseppe Libertini）街上，步行可达 Rudiae门。这是一座巴洛克建筑，由多明我会建于1691年到1728年，建筑师若瑟·辛巴罗。

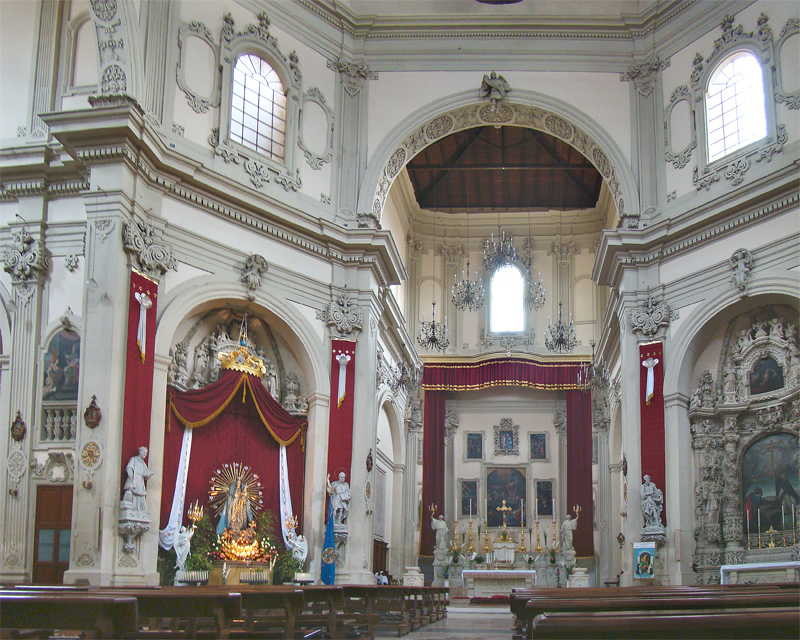
内部